# Landesamt für Landwirtschaft und nachhaltige Landentwicklung (Schleswig-Holstein)
Das Landesamt für Landwirtschaft und nachhaltige Landentwicklung (LLnL) ist eine Landesoberbehörde in Schleswig-Holstein, die Aufgaben im Bereich der Landwirtschaft, ländlichen Entwicklung, der Forsten und der Fischerei erfüllt. Bis zum 1. Januar 2023 wurden die Aufgaben des LLnL im Landesamt für Landwirtschaft, Umwelt und ländliche Räume wahrgenommen, welches dann in das LLnL sowie das Landesamt für Umwelt umgegliedert wurde.
Das LLnL gehört zum Geschäftsbereich des Ministeriums für Landwirtschaft, ländliche Räume, Europa und Verbraucherschutz des Landes Schleswig-Holstein (MLLEV SH).
Seinen Sitz hat das LLnL in Flintbek, zudem gibt es Außenstellen in Flensburg, Itzehoe und Lübeck. Im Bereich Fischereiaufsicht werden sechs Außenstandorte in Büsum, Heiligenhafen, Husum, Kappeln, Kiel und Travemünde betrieben. Die untere Forstbehörde unterhält Standorte in Beltringharder Koog, Eutin, Mölln, Neumünster sowie in der Außenstelle Flensburg.

## Aufgaben
Das LLnL nimmt Aufgaben aus den Bereichen Landwirtschaft, ländliche Entwicklung, Fischerei, Forst sowie als Flurbereinigungsbehörde wahr.
Gemäß der Landesverordnung über die Errichtung eines Landesamtes für Landwirtschaft und nachhaltige Landentwicklung sind dies insbesondere:
- Aufgaben im Bereich der Landwirtschaft, sofern nicht die oberste Landwirtschaftsbehörde zuständig ist,
- Aufgaben im Bereich des landwirtschaftlichen Bodenverkehrs,
- Aufgaben der integrierten ländlichen Entwicklung,
- Aufgaben der Flurbereinigungsbehörde,
- Aufgaben der oberen Fischereibehörde,
- Aufgaben der unteren Forstbehörde.

Das Landesamt unterstützt dabei das ihr übergeordnete Ministerium bei der Aufgabenwahrnehmung, z. B. in Form von Fachbeiträgen, Stellungnahmen und der Mitarbeit.